# Corrado Zoli
Corrado Zoli (Palermo, 3 gennaio 1877 – Roma, 8 dicembre 1951) è stato un giornalista, scrittore e diplomatico italiano.

## Biografia
È stato corrispondente sia per «La Stampa» sia per «Il Secolo». Ha partecipato alla spedizione nel Fezzan ed ha esplorato il Sahara.
Durante la guerra di Libia, appare in alcune fotografie scattate dal corrispondente di guerra francese Gaston Chérau, che cita anche il suo collega nelle lettere scambiate con la moglie.
Dal 1919, già al seguito di Gabriele D'Annunzio nell'Impresa di Fiume, è stato nominato sottosegretario agli esteri della Reggenza italiana del Carnaro.
È stato alto commissario della dell'Oltregiuba (annesso alla Somalia italiana), dal 16 luglio 1924 al 31 dicembre 1926, nonché della Colonia eritrea dal 1º giugno 1928 al febbraio 1930.
In seguito, dal 1933 al 1944, è stato presidente della Società geografica italiana.
Autore di numerosi libri di spedizioni e storia militare, ha anche descritto per la «Nuova Antologia» le vicende in Africa Orientale Italiana tra il 1935 e il 1937, poi raccolte in volume, e partecipato, con un proprio saggio di geografia politica, unitamente a quelli di Roberto Almagià, Giotto Dainelli e Attilio Mori, alla pubblicazione l'Africa orientale (1935) della Società geografica italiana.

## Opere principali
- La guerra turco-bulgara. Studio critico del principale episodio della conflagrazione balcanica del 1912, Società editoriale italiana, Milano 1913.
- Le Giornate di Fiume, Zanichelli, Bologna 1921
- La conquista del Fezzan, Istituto coloniale italiano, Tip. Unione Ed., Roma 1921.
- La battaglia di Adua, Istituto coloniale italiano, Grafia, Roma 1923.
- La battaglia del Piave. Note ed impressioni, Stabilimento poligrafico per l'amministrazione della guerra, Roma 1923.
- Nel Fezzan: note e impressioni di viaggio, Alfieri & Lacroix, Milano 1926.
- Sud America: note e impressioni di viaggio, Sindacato italiano arti grafiche, Roma 1927.
- Cronache etiopiche, Sindacato italiano arti grafiche, Roma 1930.
- La questione dei confini sud-orientali della Libia, Felice Le Monnier, Firenze 1934.
- Etiopia d'oggi, Soc. An. Ital. Arti Grafiche, Roma 1935.
- La conquista dell'Impero. Cronistoria degli avvenimenti diplomatici, militari e politici dal dicembre 1934-XIII all'aprile 1937-XV, Zanichelli, Bologna 1937.
- L'ultimo conflitto cino-giapponese: 7 luglio 1937-30 marzo 1940, Le Monnier, Firenze 1940.
- Espansione coloniale italiana (1922-1937), L'arnia, Roma 1949.